# Сириус Арена
«Сириус Арена» (ранее Крытый конькобежный центр «Олимпийский овал», «Адлер-Арена») — спортивное сооружение, построенное к зимним Олимпийским играм 2014 года в Сочи. Расположена на территории Олимпийского парка в Имеретинской низменности, в пгт Сириус. Во время зимних Олимпийских игр 2014 года на «Сириус Арене» прошли соревнования по конькобежному спорту. В сентябре 2014 года на территории «Сириус Арены» начала работу теннисная академия.

## История

### Ход строительства
В мае 2010 года начата подготовка фундамента, который был уложен к январю 2011 года. С февраля по июнь 2011 проводился монтаж металлоконструкций. В июле начаты кровельные работы, которые были завершены в декабре 2011. С января по май 2012 производилась облицовка фасада. В июле 2012 уложена бетонная плита для ледового поля, в августе установлены кресла на трибунах. Осенью 2012 года во внутренней части ледовой арены, предназначенной для разминки и церемоний награждения, а также по периметру ледяной беговой дорожки и на трибунах постелено модульное напольное покрытие из пвх В декабре 2012 года каток был полностью завершен и сдан в эксплуатацию перед первыми стартами — чемпионаты России в классическом и спринтерском многоборье.
Открыта в конце 2012 года. Первым официальным соревнованием на катке стал чемпионат России в классическом многоборье в декабре 2012 года.
Перед Олимпиадой на овале в качестве тестовых соревнований проведён чемпионат мира по конькобежному спорту на отдельных дистанциях 2013.

### Зимние Олимпийские игры 2014

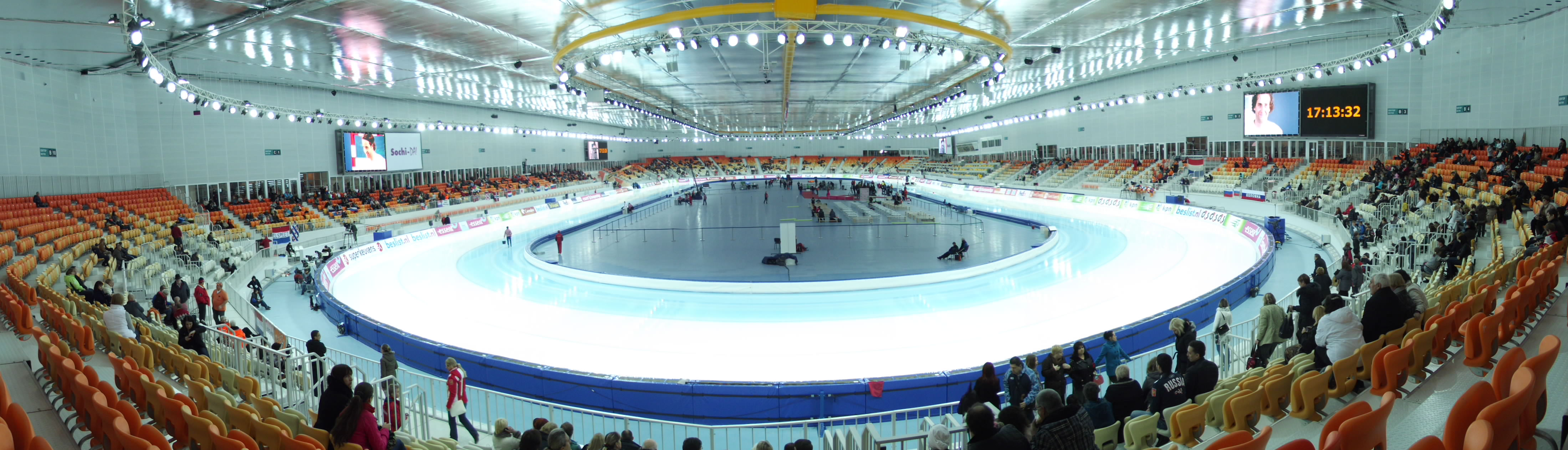
Каток «Сириус Арены» во время предолимпийского чемпионата мира, март 2013

В олимпийских соревнованиях конькобежцев приняли участие 179 спортсменов из 23 стран: Австралии, Австрии, Бельгии, Венгрии, Германии, Италии, Казахстана, Канады, Китая, Латвии, Нидерландов, Новой Зеландии, Норвегии, Польши, Республики Корея, России, США, Китайского Тайбэя, Финляндии, Франции, Чехии, Швеции, Японии. Официальные представители команды в количестве 200 человек (тренеры, тим-лидеры, врачи). Судейская бригада — 52 человека.	Всего на «Адлер-Арене» во время Игр было задействовано более 1500 человек. Было разыграно 12 комплектов наград. Установлено 13 рекордов катка, 7 олимпийских рекордов, 2 рекорда России и 14 личных рекордов.

### «Сириус Арена» после Олимпийских игр

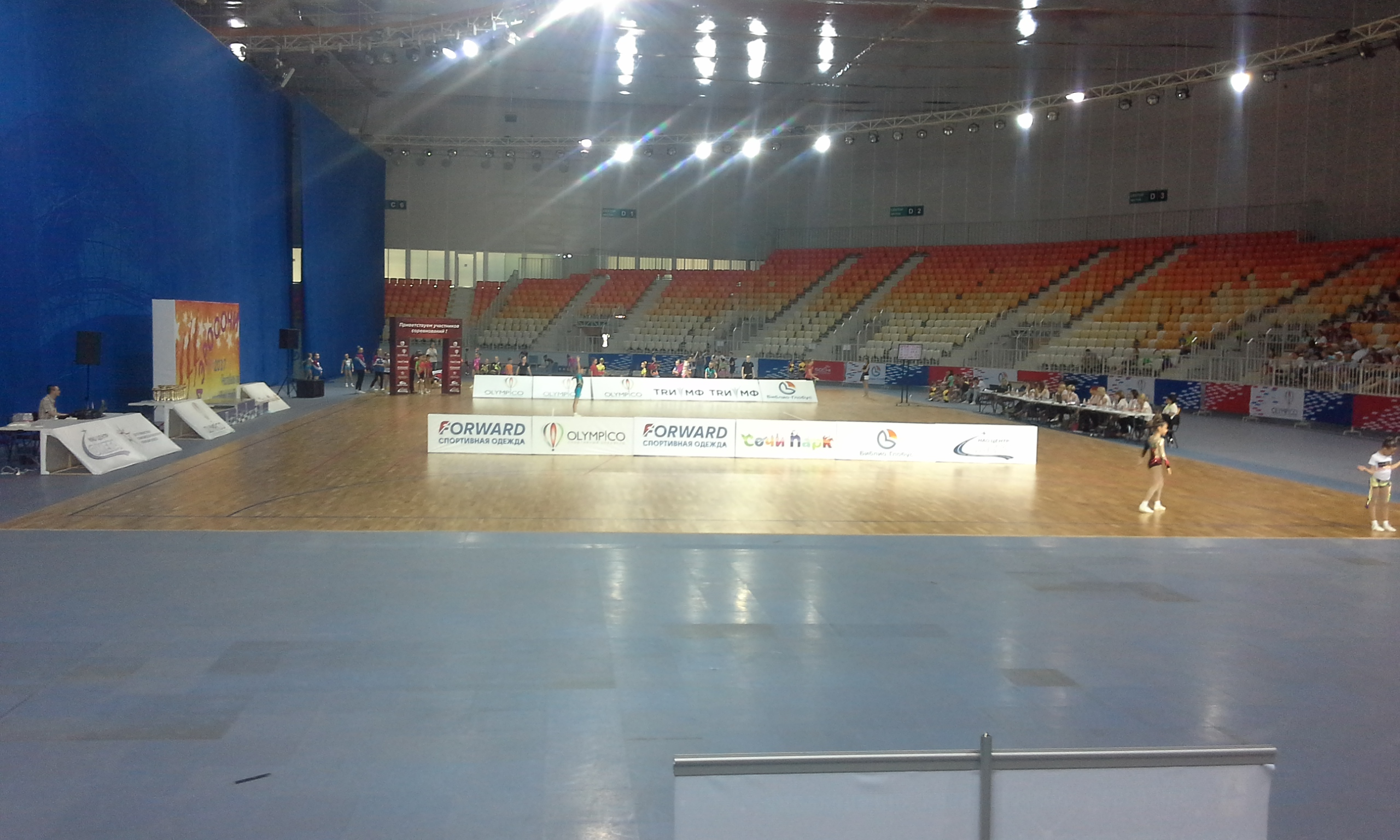
«Сириус Арена» во время проведения фестиваля по спортивной аэробике «АЭРОСОЧИ-2017»

28 февраля 2014 года по решению Губернатора Краснодарского края специалисты эксплуатирующей организации ООО «ИТС» остановили холодильное оборудование.
19 и 20 апреля 2014 года на «Сириус Арене» состоялся матч Кубка Федерации по теннису между женскими сборными России и Аргентины. Президент Федерации тенниса России Шамиль Тарпищев в апреле 2014 года заявил, что рассматривается вариант организации на базе «Сириус Арены» теннисного центра на постоянной основе.
24—27 апреля 2014 года на «Сириус Арене» прошло Первенство России по вольной борьбе среди юниоров 1994—1996 г. р.
22 сентября 2014 года на «Сириус Арене» открыта академия тенниса. 9 кортов будут расположены под крышей.

### «Сириус Арена» после созданияФедеральной территории «Сириус»
В феврале 2020 года объект передали в ведение Фонда «Талант и успех». «Сириус Арена» превратилась в многофункциональный спортивный комплекс. За это время здесь прошли такие крупные спортивные мероприятия, как финальный этап Кубка мира и чемпионат России по фехтованию, Всероссийские соревнования по художественной гимнастике, первенство России по прыжкам на батуте, международный турнир по дзюдо «Триумф Energy».
Помимо соревнований, комплекс открыт для жителей федеральной территории. В «Сириус Арене» проходят турниры по различным видам спорта, фестивали спорта и семейные эстафеты, которые собирают сотни любителей активного образа жизни.
В настоящее время здесь проводятся занятия бесплатных детских секций по 12 видам спорта: бадминтону, баскетболу, волейболу, брейкингу, дзюдо, настольному теннису, шахматам, фехтованию, спортивной и художественной гимнастике, танцевальному спорту и акробатическому рок-н-роллу. В целом группы посещают свыше двух тысяч человек.

## Описание
Стандартный 400-метровый овальный конькобежный стадион с двумя дорожками. 8000 мест для зрителей.
Каток построен в Олимпийском парке, вблизи моря, на высоте 3 м над уровнем моря. В центре: 3 VIP ложи площадью 250 м², 12 оборудованных раздевалок по 15 атлетов на каждую. К центру ледовой арены из раздевалок ведёт туннель.
Строительство велось ОАО «Центр передачи технологий строительного комплекса Краснодарского края „Омега“».
Стоимость постройки оценивается в 32,8 млн долларов.

## Соревнования
- Чемпионат России по конькобежному спорту в классическом многоборье — 26-27 декабря 2012 года[12]
- Чемпионат России по конькобежному спорту в спринтерском многоборье — 28-29 декабря 2012 года[12]
- Чемпионат мира по конькобежному спорту на отдельных дистанциях — 21-24 марта 2013
- Чемпионат России по конькобежному спорту на отдельных дистанциях (отборочные соревнования на Олимпийские игры) — 26-29 декабря 2013 года
- Конькобежный спорт на зимних Олимпийских играх 2014 — 8-22 февраля 2014 года
- Матч Кубка Федерации по теннису 2014 года между сборными России и Аргентины среди женщин — 19-20 апреля 2014 года
- Чемпионат России по вольной борьбе среди юниоров — 24-27 апреля 2014 года[источник не указан 4012 дней]
- Всемирная олимпиада роботов — 21-23 ноября 2014 года

## Галерея

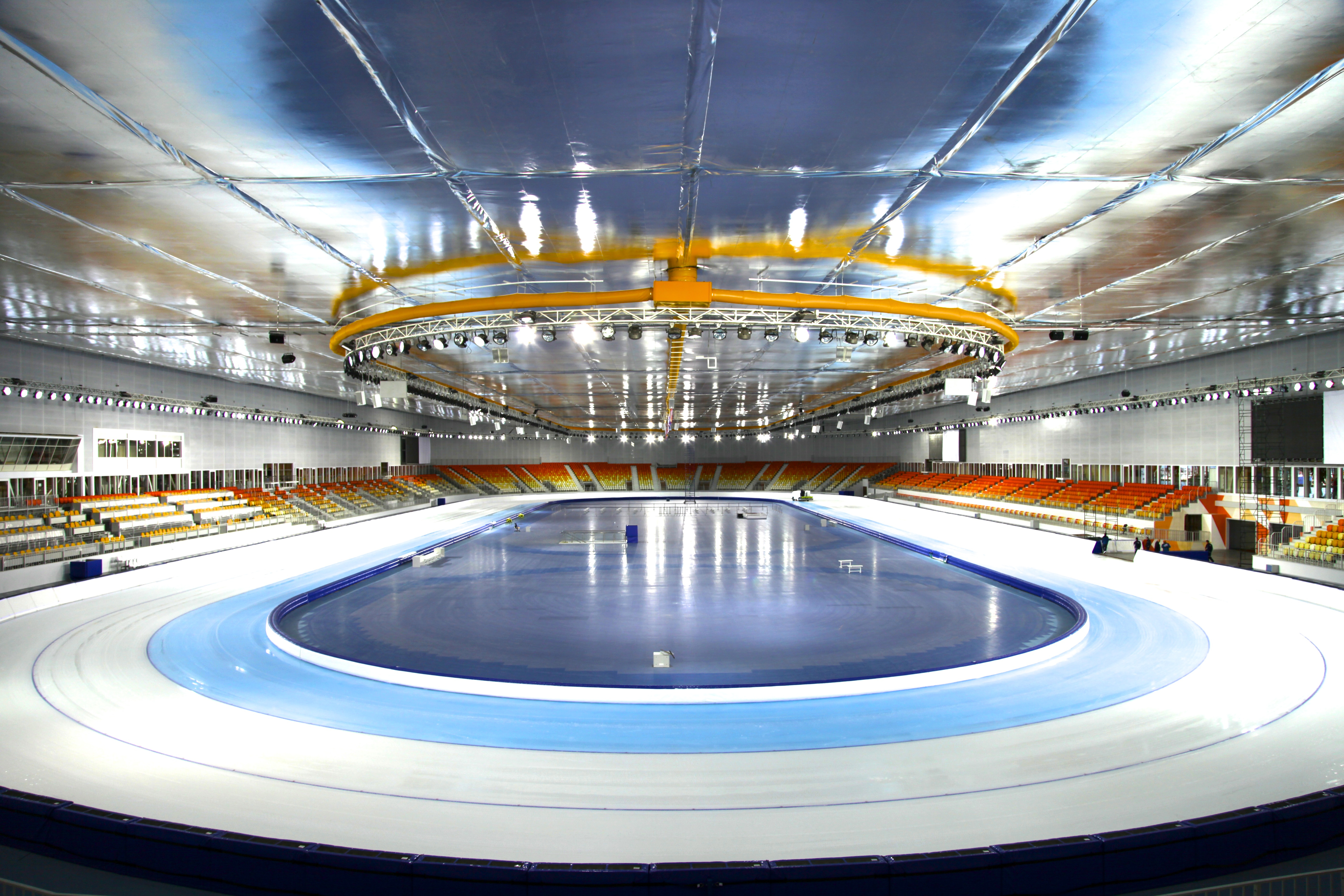
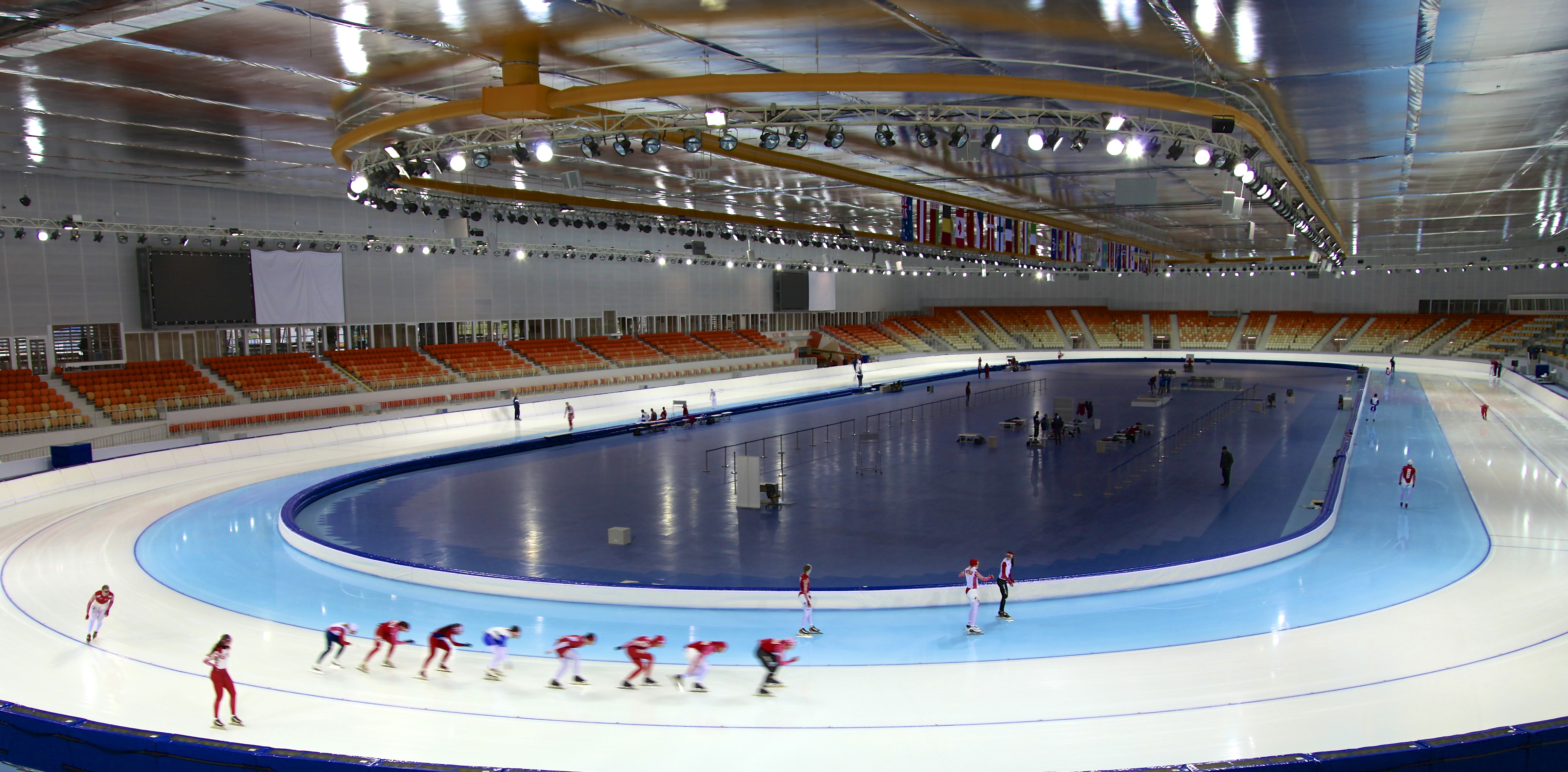
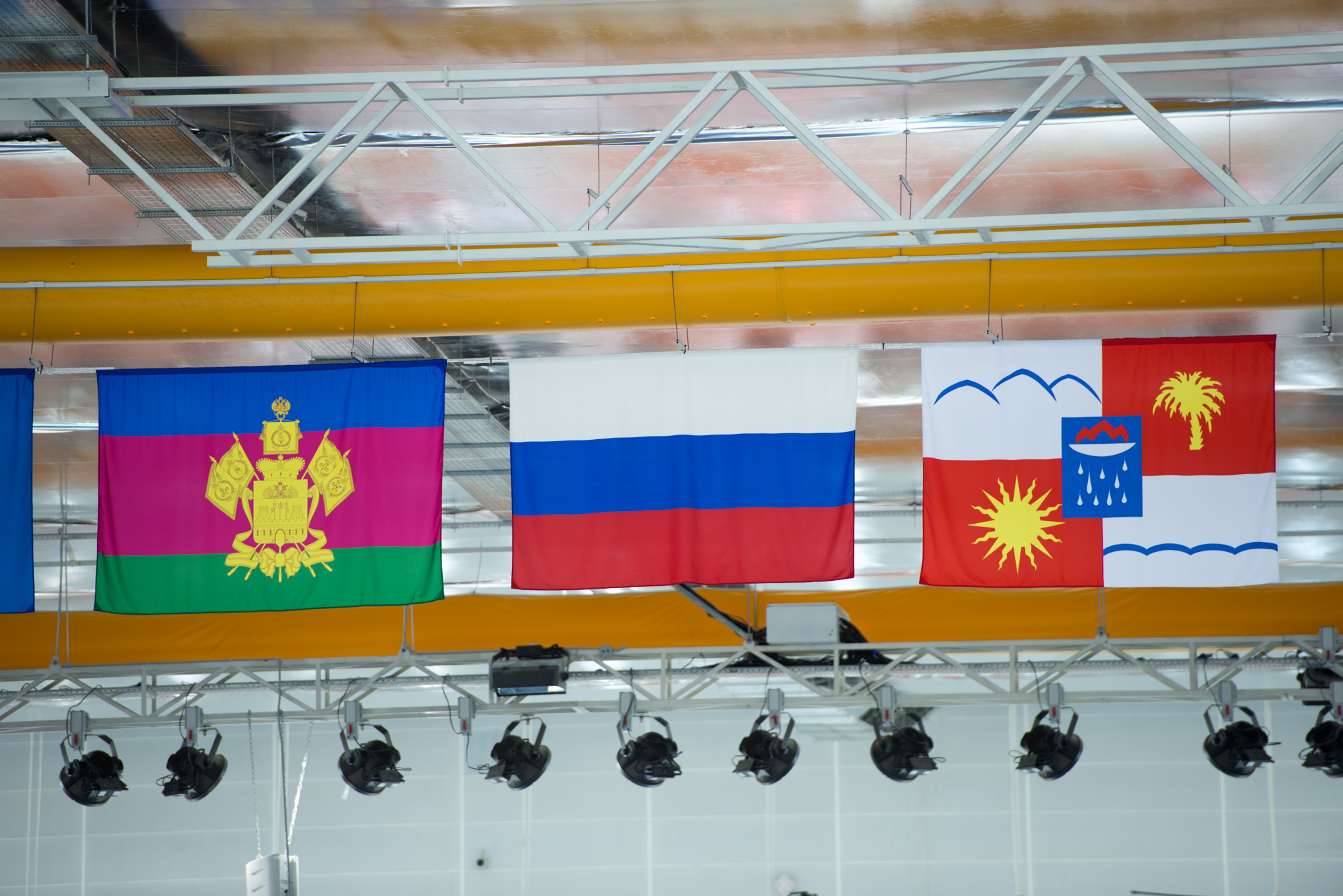

## Рекорды катка

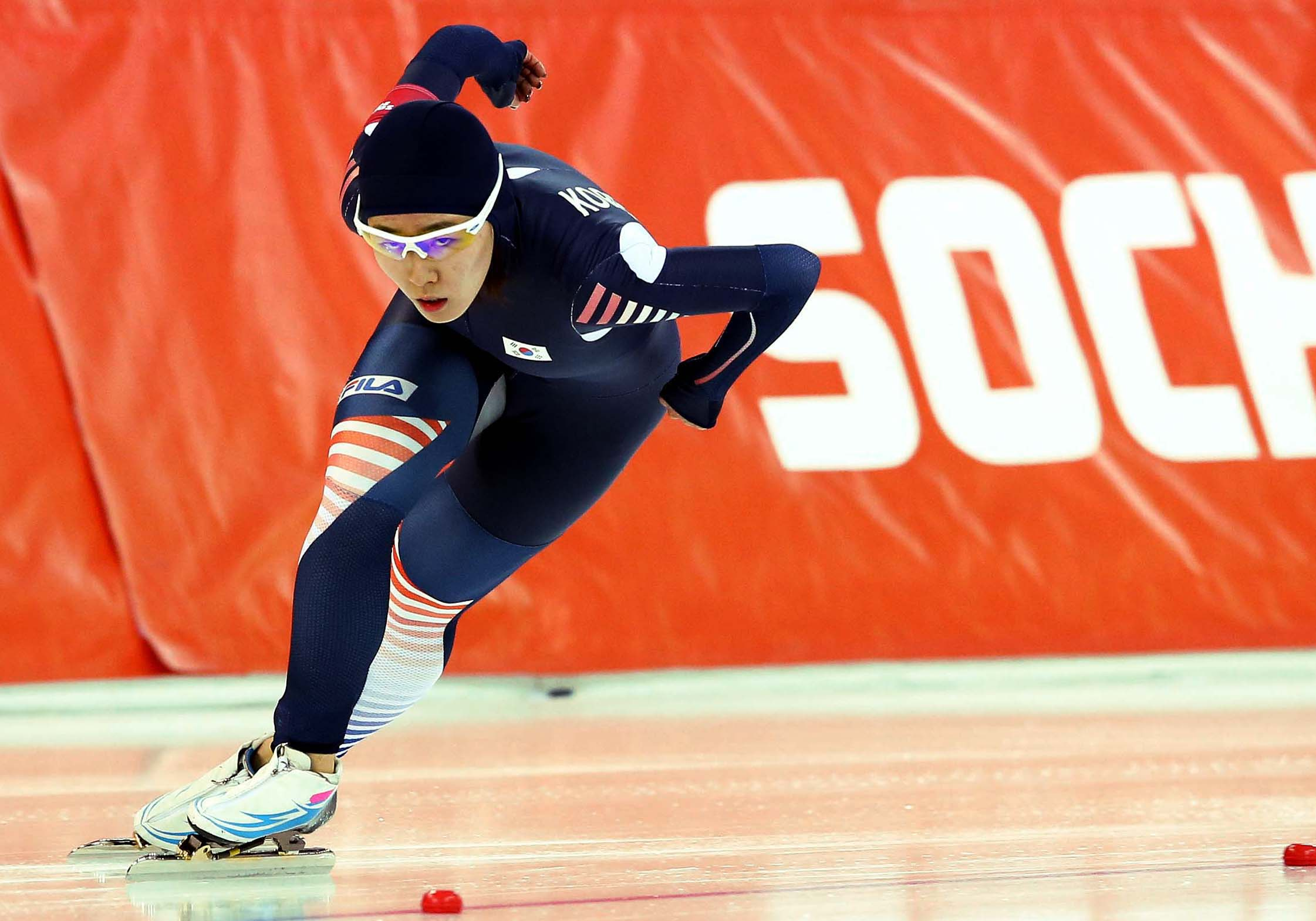
Ли Сан Хва во время рекордного забега на 500 м

| Мужчины                 | Мужчины     | Мужчины         | Мужчины       | Мужчины    |
| Дистанция               | Время       | Конькобежец     | Дата          | Примечание |
| ----------------------- | ----------- | --------------- | ------------- | ---------- |
| 500 м                   | 34,49       | Роналд Мюлдер   | 10.02.2014    |            |
| 2×500 м                 | 69,30       | Михел Мюлдер    | 10.02.2014    |            |
| 1000 м                  | 1:08.39     | Стефан Гротхёйс | 12.02.2014    |            |
| 1500 м                  | 1.45,006    | Збигнев Брудка  | 15.02.2014    |            |
| 5000 м                  | 6.10,76 OR  | Свен Крамер     | 08.02.2014    |            |
| 10 000 м                | 12.44,45 OR | Йоррит Бергсма  | 18.02.2014    |            |
| Спринтерское многоборье | 143,840     | Дмитрий Лобков  | 28-29.12.2012 |            |
| Классическое многоборье | 152,747     | Иван Скобрев    | 26-27.12.2012 |            |

| Женщины                 | Женщины    | Женщины           | Женщины       | Женщины    |
| Дистанция               | Время      | Конькобежка       | Дата          | Примечание |
| ----------------------- | ---------- | ----------------- | ------------- | ---------- |
| 500 м                   | 37,28 OR   | Ли Сан Хва        | 11.02.2014    |            |
| 2×500 м                 | 74,70 OR   | Ли Сан Хва        | 11.02.2014    |            |
| 1000 м                  | 1:14,02    | Чжан Хун          | 13.02.2014    |            |
| 1500 м                  | 1.53,51 OR | Йорин тер Морс    | 16.02.2014    |            |
| 3000 м                  | 4.00,34    | Ирен Вюст         | 09.02.2014    |            |
| 5000 м                  | 6:51.54    | Мартина Сабликова | 19.2.2014     |            |
| Спринтерское многоборье | 155,255    | Ольга Фаткулина   | 28-29.12.2012 |            |
| Классическое многоборье | 166,461    | Екатерина Шихова  | 26-27.12.2012 |            |